# 漢娜·雅特頓
漢娜·珍·雅特頓（英語：Hannah Jane Arterton，1989年1月26日—），英國女演員和歌手，以代表作2014年《舞力假期》而聞名，另外她還出演過當紅的BBC電視劇《亞特蘭提斯》。

## 簡介
雅特頓出生於英國肯特郡，父親是焊工，母親是清潔工，姊姊潔瑪·艾特頓是著名的英國女演員，2011年畢業於名校英國皇家戲劇藝術學院，並且已經是英國最具潛力的新星之一，目前，她參與過一些廣獲好評的舞台劇與電視劇，也因為多才多藝受到讚賞。

## 影視作品
- 2013年《亞特蘭提斯》（Atlantis）
- 2014年《舞力假期》（Walking on Sunshine）

## 外部連結
- 漢娜·雅特頓在互联网电影资料库（IMDb）上的資料（英文）
- 漢娜·雅特頓的X（前Twitter）
- 漢娜·雅特頓的Instagram帳戶